# Елка Ґрем
Елка Ґрем (англ. Elka Graham, 20 жовтня 1981) — австралійська плавчиня.
Призерка Олімпійських Ігор 2000 року, учасниця 2004 року.
Призерка Чемпіонату світу з водних видів спорту 2003 року.
Призерка Чемпіонату світу з плавання на короткій воді 2002 року.
Призерка Пантихоокеанського чемпіонату з плавання 2002 року.
Призерка Ігор Співдружності 2002 року.